# ОШ „Милан Ракић” Руданка
ОШ „Милан Ракић” је основна школа у Великој Буковици, општина Добој. Налази се у улици Буковица Велика 62, у Руданци, Великој Буковици. Име је добила по Милану Ракићу, српском књижевнику, песнику и дипломати.

## Историјат
Иницијативу за изградњу најстарије школе у Великој Буковици су дали мештани Велике Буковице и околних села, где се 1919. и 1921. отварају основне школе. Након Станова и Велике Буковице, 1935. године почиње изградња школског објекта у Малој Буковици, уочи Другог светског рата, 1938. године у Љесковим Водама, 1948. у Малом Прњавору и у Грабовици 1959. године који данас представљају Подручна одељења Основне школе „Милан Ракић”.
Основна осмогодишња школа у Руданци је формирана Решењем Скупштине општине Добој 18. августа 1961. године. Почела је са радом 1. септембра 1961. у постојећој основној четвороразредној школи Мала Буковица. Први директор школе је био Ибрахим М. Бешлагић у периоду од 1. септембра 1961. до 1. септембра 1963. године. У периоду од 1964. до 1973. године број ученика је растао и школа је имала петнаест одељења. Због недостатка школског простора настава се изводила у три смене, а школске 1973—74. године у целој школи је било хиљаду ученика.
Свечано је 6. септембра 1976. године отворена нова зграда основне школе у Буковици Великој, а школске 1981—82. године је престала да ради подручна школа у Великој Буковици. У школској 1993—94. години добија назив „Милан Ракић” Руданка. Подручно одељење у Которском је отворено и почело са радом 23. октобра 1995. године у црквеној згради. У школској 1999—2000. години наставу је похађало 730 ученика у 34 одељења. На почетку школске 1994—95. године школа је имала 795 ученика. У јануару 1995. године је први пут обележена школска слава Свети Сава, а 27. јануара 2001. године је обављено крштење школе у Становима. Школске 2019—20. године је бројала 700 ученика у 41 одељењу са 99 запослених радника, од чега је 77 наставника и професора. Настава се одвија у централној школи као и у пет подручних одељења.

## Догађаји
Догађаји основне школе „Милан Ракић”:
- Светосавска академија[3]
- Дан школе[4][5]
- Међународни дан жена[6]